# Georg von Metaxa
Georg Felix Ritter von Metaxa (Viena, Imperi Austrohongarès 7 d'octubre de 1914 − Arnoldsweiler, Alemanya, 12 de desembre de 1944) fou un jugador de tennis amateur austríac-alemany.

## Biografia
Fill de Stefan von Metaxa, advocat d'origen grec que era comissari del districte de Hietzing, i Marianne, comtessa de Stainach. Després de graduar-se va començar a estudiar dret a Viena però llavors es va centrar en la seva carrera tennística.
Va guanyar el campionat nacional austríac de tennis l'any 1937, i va formar part de l'equip austríac de Copa Davis, fins que Àustria es va annexionar a l'Alemanya nazi, passant a formar part de l'equip alemany. Fins l'esclat de la Segona Guerra Mundial era el segon tennista alemany i va arribar a disputar la final de Wimbledon l'any 1938 junt a Henner Henkel.
En començar la guerra va ser reclutat per la Wehrmacht, i fou assassinat en el front per l'artilleria estatunidenca a Arnoldsweiler, prop de Düren, el 12 de desembre de 1944.

## Torneigs de Grand Slam

### Dobles masculins: 1 (0−1)
| Resultat  | Núm. | Any  | Campionat | Parella       | Oponents            | Marcador           |
| --------- | ---- | ---- | --------- | ------------- | ------------------- | ------------------ |
| Finalista | 1.   | 1938 | Wimbledon | Henner Henkel | Don Budge Gene Mako | 4−6, 6−3, 3−6, 6−8 |